# Paratiroide
Si definiscono paratiroidi delle ghiandole endocrine poste nel collo in prossimità della tiroide. Ve ne sono quattro, due superiori (o interne), situate dietro alla tiroide, e due inferiori (o esterne). In certe persone, si possono trovare anche altre ghiandole paratiroidee (paratiròidi ectopiche) in altre regioni del collo, o nel mediastino. Non vanno assolutamente confuse con la tiroide: a dispetto del nome non condividono nulla con essa.

## Descrizione
Le paratiroidi hanno forma ovale e dimensioni molto piccole  e sono sempre ben delimitate da una lamina connettivale molto vascolarizzata. Posseggono la struttura tipica delle ghiandole endocrine: nidi o cordoni (questi ultimi più rappresentati) di cellule solide.
Le paratiroidi embriologicamente derivano dall'apparato faringeo e in particolare le paratiroidi superiori derivano dalla IV tasca e quelle inferiori dalla III.
La loro funzione è di secernere l'ormone paratiroideo o paratormone (PTH), importante regolatore del livello del calcio nel sangue, interferendo in molti processi biochimici del nostro organismo. Il paratormone, assieme alla calcitonina prodotta dalle cellule parafollicolari della tiroide e alla vitamina D, concorre al conseguimento dell'omeostasi del calcio nel sangue. Infatti, in caso di alterazioni nei valori di calcemia, la calcitonina indurrà il deposito di calcio nelle ossa aumentandone il riassorbimento renale, mentre il paratormone attiverà la vitamina D a livello renale per favorire l'assorbimento intestinale di calcio, mobiliterà il minerale dalle riserve del tessuto osseo favorendo la produzione di osteoclasti e aumenterà l'eliminazione urinaria dei fosfati.
Naturalmente, all'azione di questi elementi regolatori si aggiunge il contributo della dieta, cioè dell'introito alimentare, nonché delle quotidiane perdite urinarie e fecali. Proprio per evitare che la calcemia venga mantenuta costante a discapito di un continuo depauperamento dei depositi ossei, è molto importante assumere ogni giorno i giusti quantitativi di calcio.
Oltre alle cellule principali, che appunto secernono il paratormone, è presente un altro tipo cellulare, costituito dalle cellule ossifile, la cui funzione è ancora da chiarire del tutto.